# Salim Lotfi Sahraoui
Salim Lotfi Sahraoui est un footballeur algérien né le 16 mai 1978 à Saida. Marié et père de quatre enfants. Il évoluait au poste d'attaquant.

## Biographie
Après avoir évolué dans toutes les catégories de son école le Moulouduia de Saida jusqu'en séniors, depuis 1985, Salim Lotfi Sahraoui signa en 1998 pour deux saisons au MO Constantine avec lequel il a inscrit 11 buts se classant meilleur buteur du championnat national saison 1998-199, avant d'opter pour la JS Kabylie saison 2000-2001 avec laquelle il remporta la coupe de la CAF, et retourner au bercail en 2001 pour jouer dans son équipe qui l'a formé le MC Saida. Puis de nouveau au MO Constantine 2002-2003 et le MC El Bayadh saison 2003-2004, le MC Saida de nouveau 2004-2006 et une demi saison à l'IS Tighennif en 2006-2007. Lotfi Sahraoui préfère après, signer au mercato et terminer la saison en professionnel avec l'équipe de la Mekerra l'USM Bel Abbes et continuer une autre saison (2007-2008) avant un dernier virement à son équipe d'enfance le MC Saida et une dernière saison au sein de l'ES Mostaganem, avant d'opter pour des équipes de la région de Saida.
Il est appelé en equipe national cadette entrainée par Hamid Zouba de 1994 à 1995, et participa aux matchs de qualification de coupe d'Afrique tout comme avec le meme entraineur en equipe nationale juniors de 1995 à 1997, avant de faire partie de l'équipe nationale des "espoirs" entrainée par Boualem Charef de 1997 à 2001, et participer aux matchs de qualification pour la coupe d'Afrique et aux jeux africains. En 1999, il est convoqué en équipe nationale A par Rabah Saadane assisté à l'époque, par Boualem Charef.

## Palmarès
- Vainqueur de la Coupe de la CAF en 2000 avec la JS Kabylie.